# Цирайс, Франц
Франц Ксавьер Цирайс (нем. Franz Xaver Ziereis; 13 августа 1905, Мюнхен, Германская империя — 24 мая 1945, Гузен) — штандартенфюрер СС, комендант концентрационного лагеря Маутхаузен.

## Биография
Франц Цирайс родился 13 августа 1905 года в семье Франца Цирайса и его жены Каролины. Его отец, работавший ремонтником подвижного состава на баварской железной дороге, погиб в 1916 году во время Первой мировой войны. После окончания народной школы обучался торговому делу в Мюнхене и Хольцкирхене. До 1922 года посещал коммерческую школу в Мюнхене. Впоследствии работал подмастерьем у плотника. 1 апреля 1924 года поступил на службу в Рейхсвер, где прослужил 12 лет в звании унтер-офицера. В 1935 году женился на Иде Захс, в браке с которой родилось трое детей.
30 сентября 1936 года был зачислен в ряды СС (№ 276998). 16 октября 1936 года стал начальником взвода в 4-м отряде СС «Мёртвая голова» «Восточная Фризия». В 1937 году вступил в НСДАП (билет № 5716146). 26 апреля 1937 года стал инструктором унтер-офицерской школы СС в Ораниенбурге. 1 августа 1937 года принял командование 22-й сотней 2-го батальона СС «Мёртвая голова» «Бранденбург». В марте 1938 года вместе с мобильными подразделениям отрядов СС «Мёртвая голова» участвовал в Аншлюсе Австрии. 1 июля 1938 года в качестве начальника сотни 3-го штандарта СС «Тюрингия» был переведён в концлагерь Бухенвальд. В октябре 1938 года принял участие в оккупации Судетской области.
С 9 февраля 1939 года служил в концлагере Маутхаузен, который возглавлял Альберт Зауэр. 1 апреля 1939 года официально стал комендантом концлагеря. Летом 1941 года в рамках акции уничтожения 14f13 заключенных Маутхаузена  убивали газом  в замке Хартхайм. Осенью 1941 года после посещения концлагеря Заксенхаузен распорядился установить расстрельный станок. В то же время началось строительство газовой камеры. В 1942 году стал директором предприятия по добыванию гранита в Маутхаузене с рабочим управлением в городе Санкт-Георген-ан-дер-Гузен. 20 апреля 1944 года был повышен до штандартенфюрера СС. Цирайс был ответственным за массовую смертность заключенных перед окончанием войны: в период с января по май 1945 года около 35 000 узников умерли в Маутхаузене и его филиалах. 23 апреля 1945 года лично приказал доставить в газовую камеру 40 заключенных и участника движения Сопротивления Франца Йозефа Месснера. Цирайс собственноручно ввёл Циклон Б в камеру и на следующую ночь тела Месснера и других жертв были сожжены в крематории.
3 мая 1945 года за два дня до освобождения лагеря бежал и отправился в свою охотничью хижину на перевале Пирн. 23 мая был задержан военнослужащими американской армии и ранен выстрелом при попытке к бегству. Цирайс был помещён в полевой лазарет, расположенном на территории бывшего концлагеря Гузен. 25 мая 1945 года (по другим данным, 24 мая) скончался от полученных травм.